# Городской исторический музей Алчевска
Городской исторический музей Алчевска(укр. Алчевський історичний музей)— музей, основанный в 1967 году в городе Алчевск.

## История
Музей создан в 1967 году на общественных началах по решению Алчевского городского совета.
Для посещения открыт в 1970 году.
В 1978 году музею присвоили звание «народный».
С января 1982 года получил статус государственного и стал отделом Луганского областного краеведческого музея.
С января 2014 года музей получил самостоятельный статус и стал коммунальным учреждением «Алчевский городской исторический музей».

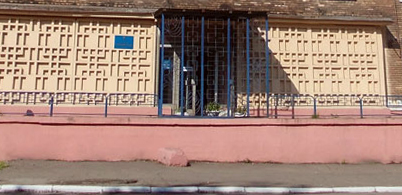
Музей

## Экспозиция
Экспозиция создана по проекту художника Л. М. Жданова.
В музее существуют 4 зала:
- История основания и развития Алчевска с 18 века по начало 20 века.
- Алчевск во время Великой Отечественной войны.
- Алчевск с 1940 года по 1970 год.
- Современное декоративно-прикладное искусство в городе.

Площадь музей составляет 574 квадратных метров, а площадь экспозиции 400 квадратных метров.
В фонде музея хранится более 7000 экспонатов среди которых: документы, фотографии и предметы быта.
Основной фонд музея располагает несколькими интересными коллекциями и предметами:
- старинные церковные книги конца XVII — начала XIX веков;
- книги, подаренные местными поэтами и писателями;
- картины местных художников и мастеров прикладного и народно творчества;
- предметы быта, одежды горожан и крестьян XIX ст., рушники, старинное фото;
- ордена, медали, значки, денежные знаки разных времен;
- документы и фото семьи Алчевских, оригиналы книг Христины Даниловны и Христины Алексеевны Алчевских.

Начало экспозиции музея рассказывает об истории заселения края, жизни и быте наших земляков в конце XIX — начале XX века. Один из залов посвящён семье Алчевских.
Залы музея повествуют о трудовых и боевых свершениях алчевцев. В них представлены документы, фото, личные вещи Героев Советского Союза, Героев Социалистического Труда, ветеранов Великой Отечественной войны, узников фашистских концлагерей, освободителей Алчевска от гитлеровских захватчиков, о тяжелом послевоенном времени, восстановлении заводов и города.
В залах музея представлены интерьеры крестьянского жилища, жилые комнаты рабочего Завода начала XX века, интерьер кабинета почетного гражданина города Алчевска, Героя Социалистического труда П. А. Гмыри, возглавлявшего на протяжении четверти века металлургический завод и много сделавшего для развития города.
Один из экспозиционных залов предоставлен клубу «Радуга Надежды» под постоянно действующую выставку мастеров народного творчества, основанный Заслуженным мастером народного творчества Н. П. Кутеповой.
Несколько залов музея используются как выставочные.

## Мероприятия проводимые музеем
Научные сотрудники проводят тематическую инсценированную экскурсию.
В музее существуют уроки по следующим темам:
- Бабусина скрыня (нет)
- Украинский веночек.
- Украинская одежда.
- История одной фотографии и письма с фронта.

По этим же темам происходят уроки и в школах, после которых учащиеся приходят в музей и знакомятся с предметами, о которых рассказывалась на уроке.

## Клубы
С 1998 года в музее действуют клубы:
- «Фронтовые друзья»,
- «Радуга Надежды»,
- Клуб интересных встреч[2][3].